# 洛维水
洛维水（Maurice de Lauzon, S.J.，1896年？月？日—1981年12月14日），法国耶稣会會士，巴黎人。1942年8月担任苏北地区耶稣会会长，兼任扬州总铎。1948年卸任，美国耶稣会费济时神父上任。1953年9月洛维水回国。后去越南西贡（今胡志明市）。